# Stawki (gmina Władysławów)
Stawki – wieś w Polsce położona w województwie wielkopolskim, w powiecie tureckim, w gminie Władysławów. Wieś wchodzi w skład sołectwa Wyszyna.
W latach 1975–1998 miejscowość należała administracyjnie do województwa konińskiego.